# شبكة بارزة

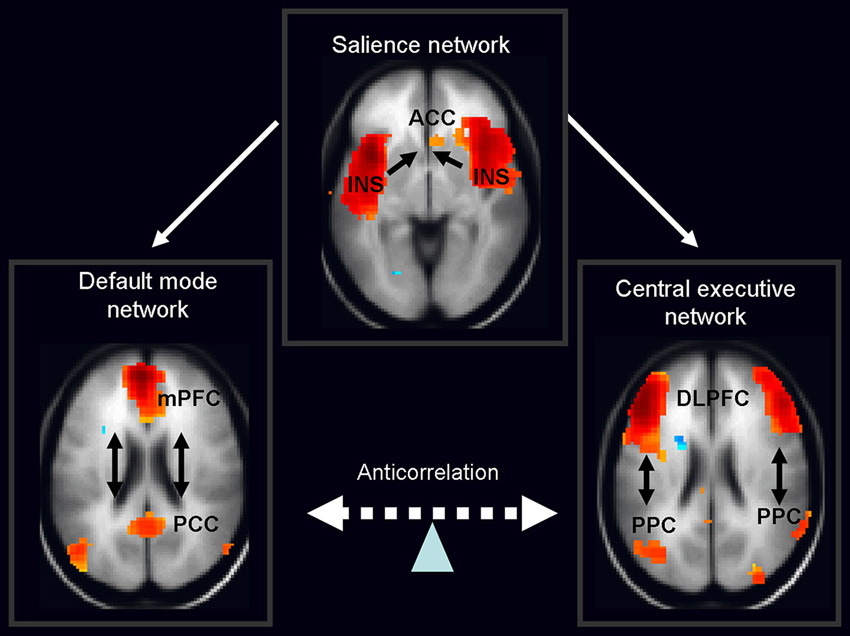
تفترض الشبكة البارزة أنها تتوسط في عملية التحويل بين شبكة الوضع الافتراضي و الشبكة التنفيذية المركزية.

الشبكة البارزة (SN) تُعرف أيضًا تشريحيًا باسم الشبكة الحزامية الجزيرية الوسطى (M-CIN) أو شبكة الانتباه البطني هي شبكة دماغية واسعة النطاق في الدماغ البشري تتكون أساسًا من الفص الجزيري (AI) والقشرة الحزامية الأمامية الظهرية (dACC). وهي تشارك في الكشف عن المحفزات البارزة وتصفيتها، وكذلك في توظيف الشبكات الوظيفية ذات الصلة. وتساهم الشبكات الهزاء إلى جانب شبكات الدماغ المترابطة في مجموعة متنوعة من الوظائف المعقدة، بما في ذلك التواصل والسلوك الاجتماعي والوعي الذاتي من خلال تكامل المعلومات الحسية والعاطفية والمعرفية.